# Silvia Sesé
Silvia Sesé Pérez (Tremp, 1965) es editora y directora editorial española. Desde 2017 dirige la editorial Anagrama, tras la salida de Jorge Herralde, fundador y director de la editorial durante cinco décadas. 

## Biografía
Silvia Sesé Pérez nació en Tremp, provincia de Lérida, en 1965. Licenciada en Filología Hispánica por la Universidad de Barcelona, ha trabajado en el ámbito editorial desde que comenzó como free lance para la editorial Labor. Más tarde, pasó a la editorial Círculo de Lectores, donde trabajó 15 años. Desde 2007 dirigió el programa de ficción de Ediciones Destino. En 2015, la editorial Anagrama se reestructura pensando ya en la sucesión de su fundador Jorge Herralde.  Sesé fue nombrada adjunta a la dirección editorial, mientras que Oriol Castanys asume la gerencia. En efecto, en 2017 Herralde cede la dirección editorial a Silvia Sesé, mientras la dirección financiera pasa a manos del Grupo Feltrinelli, quedando Gianluca Foglia como director editorial, Alessandro Monti como director operativo y el propio Carlo Feltrinelli a la cabeza del grupo. 
En 2023 Sesé puso en marcha la colección Fundación Feltrinelli-Archivo Anagrama, que publicará entre otros la correspondencia entre el fundador de Anagrama y el filósofo Hans Magnus Enzensberger. 
Entre los autores más representativos de la editorial Anagrama figuran escritores en lenguas diferentes del español como Martin Amis, Ian McEwan, Patricia Highsmith, Guy Debord, John Kennedy Toole o Bret Easton Ellis, españoles como Álvaro Pombo, Enrique Vila-Matas, Javier Marías o Rafael Chirbes, e hispanoamericanos como Sergio Pitol, Roberto Bolaño, Augusto Monterroso o Alan Pauls.